# Валя-Бужорулуй
Валя-Бужорулуй (рум. Valea Bujorului) — село у повіті Джурджу в Румунії. Входить до складу комуни Ізвоареле.
Село розташоване на відстані 45 км на південний захід від Бухареста, 22 км на північний захід від Джурджу.

## Населення
За даними перепису населення 2002 року у селі проживали 640 осіб, з них 639 осіб (99,8%) румунів. Усі жителі села рідною мовою назвали румунську.